# Stadtbezirk Hörde
Hörde ist ein Stadtbezirk im Süden der Stadt Dortmund. Der Stadtbezirk grenzt im Norden an den Westfalenpark und die Dortmunder Gartenstadt, im Westen an die B 54, im Osten an die B 236 und im Süden an den Hengsteysee. Durch Hörde fließt die Emscher.
Der Stadtbezirk Hörde umfasst die Stadt- bzw. Ortsteile Benninghofen, Benninghofer Mark, Buchholz, Hacheney, Höchsten, Hörde, Holzen, Loh, Niederhofen, Sommerberg, Syburg, Wanne, Wellinghofen und Wichlinghofen.

## Statistik
Zum 31. Dezember 2024 lebten 57.555 Einwohner im Stadtbezirk Hörde.
Struktur der Bevölkerung:
- Bevölkerungsanteil der unter 18-Jährigen: 15,3 % [Dortmunder Durchschnitt: 16,2 % (2018)][2]
- Bevölkerungsanteil der mindestens 65-Jährigen: 22,7 % [Dortmunder Durchschnitt: 20,2 % (2018)][3]
- Ausländeranteil: 18,0 % [Dortmunder Durchschnitt: 22,3 % (2024)][4]
- Arbeitslosenquote: 10,1 % [Dortmunder Durchschnitt: 11,0 % (2017)][5]

## Gliederung
Neben dem Stadtteil Hörde gehören auch Wellinghofen, Höchsten, Hacheney, Benninghofen, Loh, Holzen, Sommerberg, Syburg und Wichlinghofen zum Stadtbezirk Hörde.

## Politik

### Wahlergebnisse
Eine Bezirksvertretung besteht seit 1975. Seither ergaben sich bei Kommunalwahlen folgende Sitzverteilungen:
| Jahr/Partei           | SPD | CDU | Grüne | FDP | Bürgerliste | PDS-OL / Die Linke | REP |
| --------------------- | --- | --- | ----- | --- | ----------- | ------------------ | --- |
| 1975                  | 11  | 7   | –     | 1   | –           | –                  | –   |
| 1979                  | 11  | 7   | –     | 1   | –           | –                  | –   |
| 1984                  | 11  | 6   | 2     | –   | –           | –                  | –   |
| 1989                  | 11  | 5   | 2     | –   | –           | –                  | 1   |
| 1994                  | 10  | 7   | 2     | –   | –           | –                  | –   |
| 1999                  | 7   | 9   | 2     | –   | 1           | –                  | –   |
| 2004                  | 7   | 7   | 2     | 1   | 1           | 1                  | –   |
| 2009                  | 7   | 6   | 3     | 1   | 1           | 1                  | –   |
| Wahlwiederholung 2012 | 8   | 6   | 3     | –   | 1           | 1                  | –   |
| 2014                  | 7   | 6   | 3     | –   | –           | 1                  | –   |
| 2020                  | 5   | 6   | 5     | 1   | –           | 1                  | –   |

Bezirksbürgermeister ist Michael Depenbrock (CDU).
Sitz der Bezirksverwaltung ist nach Rückbau des Sparkassenhochhauses ein markanter Neubau unmittelbar am Bahnhof Hörde. Die Besonderheit dieses Bauwerks ist ein direkter Zugang von der Hörder Brücke, die die Gleiskörper der Deutschen Bahn überspannt.

## Kultur und Sehenswürdigkeiten

### Bauwerke
Die Denkmalliste der Stadt Dortmund umfasst im Stadtbezirk Dortmund-Hörde 103 Baudenkmale, darunter 57 Wohnhäuser, 13 Wohn- und Geschäftshäuser, acht landwirtschaftliche Gebäude, acht Kleindenkmale, sechs Sakralbauten, fünf Adelssitze, zwei Geschäftshäuser sowie je ein öffentliches Gebäude, eine Industrieanlage, einen Friedhof und eine Verkehrsanlage.